# Montanuy
Montanuy (Montanui en  catalán ribagorzano) es una localidad y municipio español de Ribagorza, en la provincia de Huesca, Aragón. Está situado próximo al río Noguera Ribagorzana. La localidad tiene 52 habitantes en 2023 según el INE.
La plaza del pueblo es comúnmente conocida por el nombre de pollo.

## Geografía
Parte de su término municipal está ocupado por el parque natural Posets-Maladeta y el Monumento natural de los Glaciares Pirenaicos.

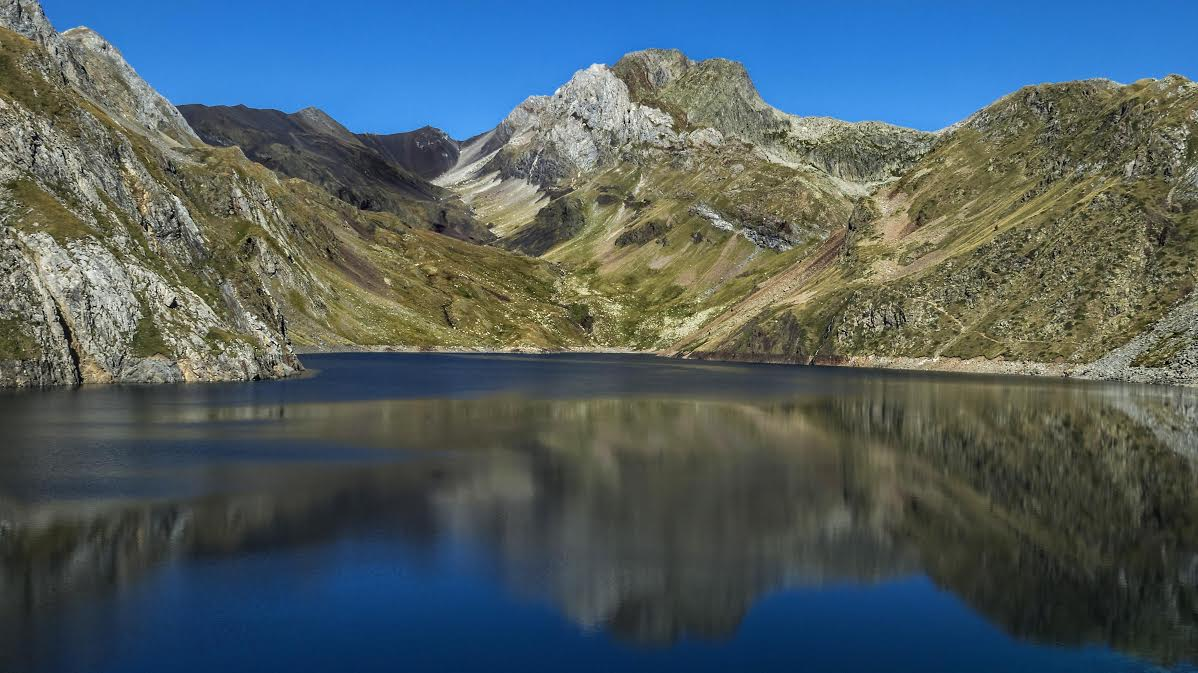
Ibón de Llauset y pico de Vallibierna

### Núcleos de población del municipio
Aneto, Ardanuy, Benifons, Bono, Castanesa, Castarné, Ervera, Escané, Estet, Fonchanina, Forcat, Ginaste, Montanuy (capital del municipio), Noales, Ribera, Señíu y Viñal.

## Historia
En los años 1960, absorbió los antiguos municipios de Bono y Castanesa.

## Demografía
Montanuy cuenta con una población de 227 habitantes (INE 2024).
| Gráfica de evolución demográfica de Montanuy entre 1842 y 2021 |
| |
| Población de derecho según los censos de población del INE Población de hecho según los censos de población del INEEntre el censo de 1857 y el anterior, crece el término del municipio porque incorpora a 225047 (Benifons), 225094 (Escane), 225118 (Ginaste), 225178 (Noales) y 225240 (Semuy) Entre el censo de 1970 y el anterior, crece el término del municipio porque incorpora a 22545 (Bono) y 22555 (Castanesa) |

## Administración y política
| Período   | Alcalde                     | Partido |  |
| --------- | --------------------------- | ------- |  |
| 1979-1983 | Jesús Donés Girón           | UCD     |  |
| 1983-1987 |                             |         |  |
| 1987-1991 |                             |         |  |
| 1991-1995 |                             |         |  |
| 1995-1999 |                             |         |  |
| 1999-2003 |                             |         |  |
| 2003-2007 |                             |         |  |
| 2007-2011 | José María Agullana Palacín | PSOE    |  |
| 2011-2015 | José María Agullana Palacín | PSOE    |  |
| 2015-2019 | Esther Cereza Quintana      | PSOE    |  |

| Partido político    | Partido político                                   | 2003   | 2007   | 2011   | 2015   |
| Partido político    | Partido político                                   | Ediles | Ediles | Ediles | Ediles |
|                     | Partido de los Socialistas de Aragón (PSOE-Aragón) | 6      | 4      | 4      | 5      |
|                     | Partido Aragonés (PAR)                             | —      | 2      | 2      | —      |
|                     | Chunta Aragonesista (CHA)                          | —      | 1      | 1      | —      |
|                     | Partido Popular de Aragón (PP)                     | 1      | —      | —      | —      |
| Total de concejales | Total de concejales                                | 7      | 7      | 7      | 5      |

## Patrimonio
- Iglesia parroquial del siglo XVIII.[10]
- Casa Corredor.[10]

## Personas destacadas
Pau Donés, cantante del grupo Jarabe de Palo.